# Marloes Hoitzing
Marloes Hoitzing (* 25. Januar 2001 in Assen) ist eine ehemalige niederländische Handballspielerin.

## Karriere
Sie begann das Handballspielen beim HV Unitas. 2013 wechselte sie mit 12 Jahren zu E&O Emmen und in der Saison 2018/19 dann zu V&L Geelen. Hier konnte sie im EHF Challenge Cup internationale Erfahrungen sammeln. Ab 2020 stand sie im Kader des deutschen Bundesligisten VfL Oldenburg. 2022 spielte sie mit Oldenburg im Finale des DHB-Pokals, welches sie jedoch gegen die SG BBM Bietigheim verloren. In der Saison 2023/24 lief sie für den Ligakonkurrenten Sport-Union Neckarsulm auf. Nach einer Saison wechselte sie im Sommer 2024 zum BSV Sachsen Zwickau. Nach der Saison 2024/25 beendete sie ihre Karriere.
Sie gehörte zum Aufgebot der niederländischen Junioren-Nationalmannschaft.